# Saga Orkneyinga
La Saga Orkneyinga (o Saga de los Orcadenses; también llamada Historia de los jarls de las Orcadas) es una narración única de la historia de las Islas Orcadas, Escocia, bajo dominio escandinavo y que relata los hechos más destacables desde la conquista de las islas por Noruega en el siglo IX hasta el año 1200.
La saga fue escrita alrededor del 1200 (tres siglos más tarde de los eventos que registra) por un autor desconocido  islandés y como era generalmente el caso con los escritos en la lengua islandesa de ese período, la saga es en parte un documento histórico y en parte también una historia ficticia. Se cree que ha sido compilada de numerosas fuentes, combinando leyendas orales con hechos históricos reales. La saga comienza con la conquista semimítica de las islas por el rey de Noruega antes de pasar gradualmente a hechos más reales. Los primeros tres capítulos contienen textos que relatan los supuestos orígenes de los idiomas sueco y noruego.
A lo largo del relato se presentan numerosos personajes tanto históricos como legendarios, tales como: Sigurd el Poderoso, Hakon Paulsson, Sigurd el Fuerte, Rognvald Eysteinsson y Magnus Erlendsson. Todos estos personajes son aún parte del folclore de las islas Orcadas. La obra contiene ejemplos de elementos de ficción, tales como el estandarte del cuervo del jarl Sigurd, la camisa envenenada de jarl Harald Håkonsson y elementos de la saga de Hrolf Ganger.
Aunque algunos historiadores argumentaron que la saga era posterior a la composición de Heimskringla, Snorri Sturluson ya conocía la obra en alguna de sus formas primitivas y la llamaba Jarla saga. La saga muestra alguna relación con el clan familiar de Oddaverjar y los hombres de Hvassafell, en Eyjafjörður, los descendientes del goði Þorgeir Hallsson (m. 1169). Es probable que la composición original fuera consecuencia de estos vínculos.